# Лакташи
Лакташи су насељено мјесто и сједиште града Лакташи у сјеверозападном дијелу Републике Српске, БиХ. На попису становништва 2013. године, Лакташи су према подацима Агенције за статистику Босне и Херцеговине имали 5.419 становника, а према коначним подацима за Републику Српску које је издао Републички завод за статистику, у насељу Лакташи је живело 5.282 лица.

## Географија
Лакташи су увијек били важна саобраћајна тачка, почевши од доба Римљана, па до данас, јер кроз лакташку општину пролази важан пут (ауто-пут) који повезује Бањалуку са ауто-путем Загреб – Београд, пут Клашнице – Прњавор и Клашнице – Србац, што је све заједно утицало на менталитет житеља Лакташа и околних села, те су се брже од осталих прилагодили новом начину живота и прихватили новонастале промјене.
На територији града Лакташи се такође налази и Лијевче поље, уз плодне семберске равнице, главна житница Републике Српске, географски дио перипанонске регије.

## Историја
Подаци о насељености овог подручја датирају још из старијег каменог доба, чији почеци сежу од око 150.000 година п. н. е. Археолошка налазишта из тог времена су смјештена по ниским брежуљцима поред ријека. Такво једно насеље је Брдашце смјештено на данашњем Бањском брду у центру Лакташа. Пронађени су археолошки остаци и из млађег каменог доба, бакарног, бронзаног и жељезног доба, којег одликује организовање већих етно-културних племенских заједница.
Римљани су ове крајеве ставили под своју власт 9. године нове ере. Данашња област Лакташа налазила се на самој граници двије провинције: Далмације и Паноније. Домаће илирско становништво живјело је у утврђеним градинама (као што је она у Шушњарима). По заузимању ових крајева Римљани су подизали војне логоре и градили објекте од привредног значаја.
У доба средњег вијека лакташки крај проживљава тада тешку и неизвјесну судбину. Смјењује се владавина Источних Гота, Авара и Словена, а почетком 12. вијека овај простор постаје дио краљевине Угарске.
Почетком 16. вијека овај простор освајају Турци и њиме владају 350 година, што је довело до великих помјерања становништва. За Турску је ово подручје веома значајно као гранични дио према Аустрији, па због тога Турци врше насилно пресељавање српског становништва из планинских дијелова источне Херцеговине, Црне Горе и Лике на простор Лијевче поља и Поткозарја.
Од 1878. године Босна и Херцеговина улази у састав Аустроугарске монархије. Послије 1883. године на простор Лијевче поља и Поткозарја насељавају се Италијани, Нијемци, Украјинци и Пољаци. Њемачко и италијанско становништво примјеном савремених агротехничких мјера врло брзо подиже привредну развијеност на виши ниво тако да овај простор постаје најразвијенији дио Босне и Херцеговине. Један од тада најјачих трговачко-занатских центара је био данашњи Александровац, који је 1889. године добио пошту, а ту је био лоциран и погон за производњу чувеног сира из самостана Траписти.
Распадом Аустроугарске монархије 1918. године и уласком у састав Краљевине СХС, односно касније Краљевине Југославије, током и послије Другог свјетског рата подручје општине је било у изузетно тешком положају. Имајући у виду ниво привредног развоја на просторима бивше СФРЈ ова општина је спадалу у ред неразвијених и заузимала на ранг листи развијености 87. мјесто између 109 општина у БиХ. Друга половина осамдесетих година је почетак стварања такозваног “Лакташког привредног чуда”. Ова општина скреће на себе пажњу великим инвестиционим улагањима чиме широм отварају врата приватном предузетништву. Тај тренд је задржан и до данас.

## Спорт
Град је сједиште фудбалског клуба Лакташи. Поред фудбалског клуба, у граду Лакташи, у Александровцу постоји и кошаркашки клуб Игокеа, који од 2010. игра у Спортској Дворани у Лакташима. Град, као и његова територија је сједиште бројних других спортских клубова и удружења.

## Становништво
По посљедњем службеном попису становништва из 1991. године, насељено мјесто Лакташи имало је 3.483 становника.
| Националност       | 2013.          | 1991.          | 1981.          | 1971.          |
| Срби               | 5.142 (94,89%) | 2.866 (82,28%) | 1.879 (72,07%) | 1.229 (86,85%) |
| Југословени        | 17 (0,31%)     | 345 (9,90%)    | 538 (20,63%)   | 11 (0,77%)     |
| Хрвати             | 72 (1,32%)     | 99 (2,84%)     | 79 (3,03%)     | 77 (5,44%)     |
| Муслимани          | 20 (0,36%)     | 39 (1,11%)     | 15 (0,57%)     | 28 (1,97%)     |
| остали и непознато | 168 (3,10%)    | 134 (3,84%)    | 96 (3,68%)     | 70 (4,94%)     |
| Укупно             | 5.419          | 3.483          | 2.607          | 1.415          |

| Демографија | Демографија | Демографија |
| Година      | Становника  | Становника  |
| ----------- | ----------- | ----------- |
| 1948.       | 1.182       |             |
| 1953.       | 1.207       |             |
| 1961.       | 1.015       |             |
| 1971.       | 1.415       |             |
| 1981.       | 2.607       |             |
| 1991.       | 3.624       |             |

## Галерија
- Спортска дворана у Лакташима
- Ауто-пут у Лакташима